# Lista Roja de Ecosistemas de la UICN

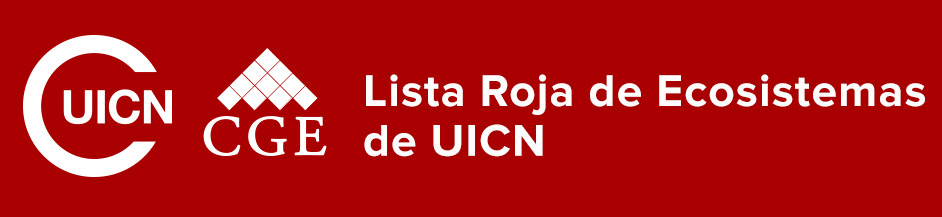
LRE - Producto de conocimiento de UICN/CGE

Lista Roja de Ecosistemas de UICN  (LRE) es un marco global para monitorear y documentar el estatus de los ecosistemas. Es parte de la creciente caja de herramientas para la evaluación de riesgos para la biodiversidad y su objetivo principal es apoyar la conservación, el uso de recursos, y las decisiones de gestión mediante la evaluación de todos los ecosistemas del mundo para 2025. 
La Lista Roja de Ecosistema fue desarrollada por la Unión Internacional para la Conservación de la Naturaleza (IUCN), la principal autoridad mundial en la materia y la misma entidad que creó la  Lista Roja de Especies Amenazadas™; un marco global para monitorear el nivel de riesgo de las especies animales y vegetales.
Con ayuda de la LRE y sus organizaciones aliadas, muchos gobiernos y organizaciones crean sus propias listas rojas nacionales y regionales (basadas generalmente en las categorías y criterios de la UICN), en las cuales clasifican los ecosistemas de que se encuentran bajo amenaza dentro de sus límites territoriales.

## Historia

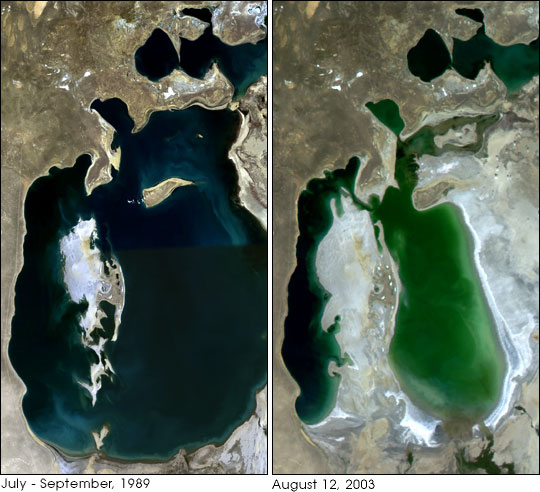
Comparación entre el estado del mar de Aral en 1989 y el 12 de agosto de 2003. El mar de Aral se considera como un ejemplo de un ecosistema Colapsado (CO). (origen de la imagen: NASA)

La Lista Roja de Ecosistemas fue creada al originarse la necesidad de llevar a cabo evaluaciones de la biodiversidad a un nivel de organización biológica por encima de las especies. Los protocolos de evaluación de ecosistemas existentes, desarrollados por autoridades nacionales o subnacionales diferían en el enfoque y la implementación, a menudo eran incomparables, y no podían separar el análisis de riesgo estricto del proceso de establecimiento de prioridades de conservación.
En 2008, durante el IV Congreso Mundial de Conservación (Barcelona, España), se activó el proceso de elaboración de criterios para estimar su condición de riesgo y la UICN sentó las bases para la creación de una Lista Roja de Ecosistemas (RLE). El desarrollo inicial de los criterios para la Lista Roja de ecosistemas se basó en analogías con los criterios para especies y en protocolos existentes diseñados para aplicaciones regionales.
En 2013 se finalizó el proceso de creación de Las Categorías y Criterios de la Lista Roja Ecosistemas de UICN, la base de la Lista Roja de Ecosistemas de UICN. Ese mismo año se publicó el documento clave “Fundamentos científicos de una Lista Roja de Ecosistemas de UICN” para ofrecer un marco de trabajo consistente, práctico y fundamentado en la teoría para establecer una Lista Roja sistemática de los ecosistemas del mundo.
Hasta que la LRE fue reconocida oficialmente por la UICN en 2014, para ser gestionado como un Grupo Temático bajo la Comisión de Gestión de Ecosistemas (CGE) de la UICN, no había un sistema de evaluación de ecosistemas capaz de separar el análisis de riesgo de las prioridades de conservación.

## La Lista Roja de Ecosistemas como herramienta
Al igual que otros productos de la UICN, la LRE es una herramienta clave que brinda una oportunidad única para facilitar el logro de los objetivos internacionales de conservación y permite evaluar el peligro de colapso de un ecosistema a nivel global o las porciones del mismo desarrolladas sobre una región, país, entidad subnacional, etc.
Esto proporciona un medio para realizar ordenamientos territoriales más efectivos, minimizando los impactos que las transformaciones antrópicas de grandes superficies conllevan; también coadyuva en una mejor gestión de los limitados recursos que se destinan a la conservación, priorizando sobre aquellos ecosistemas con las condiciones de peligro de desaparición más inminentes, redirigiendo sobre ellos los mayores esfuerzos para la atenuación de las amenazas ambientales que los afectan así como la creación de áreas protegidas efectivas que permitan salvaguardarlos para las generaciones futuras.

## Las Categorías y Criterios de la Lista Roja de Ecosistemas de UICN

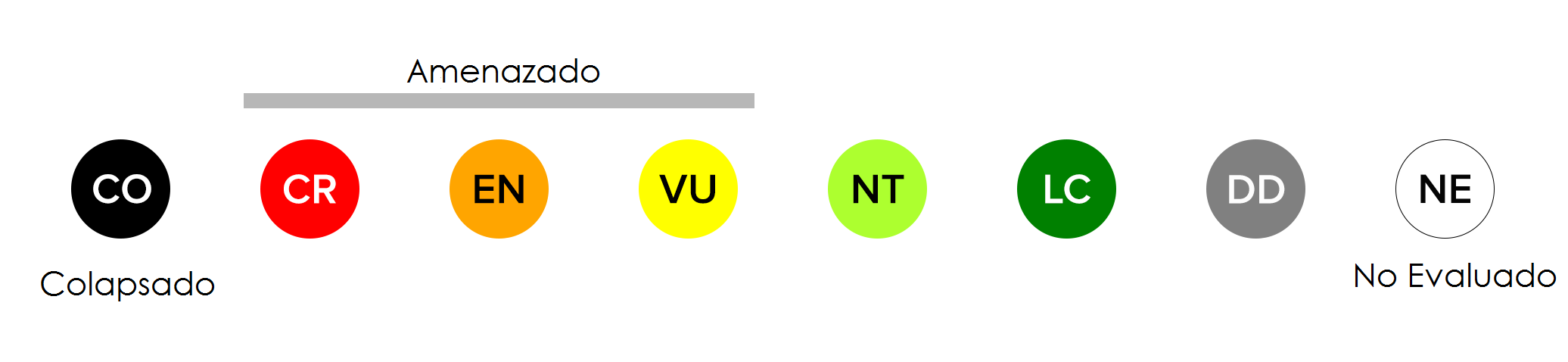
Esquema de categorías para clasificar los ecosistemas según los criterios de la Lista Roja de Ecosistemas de UICN.

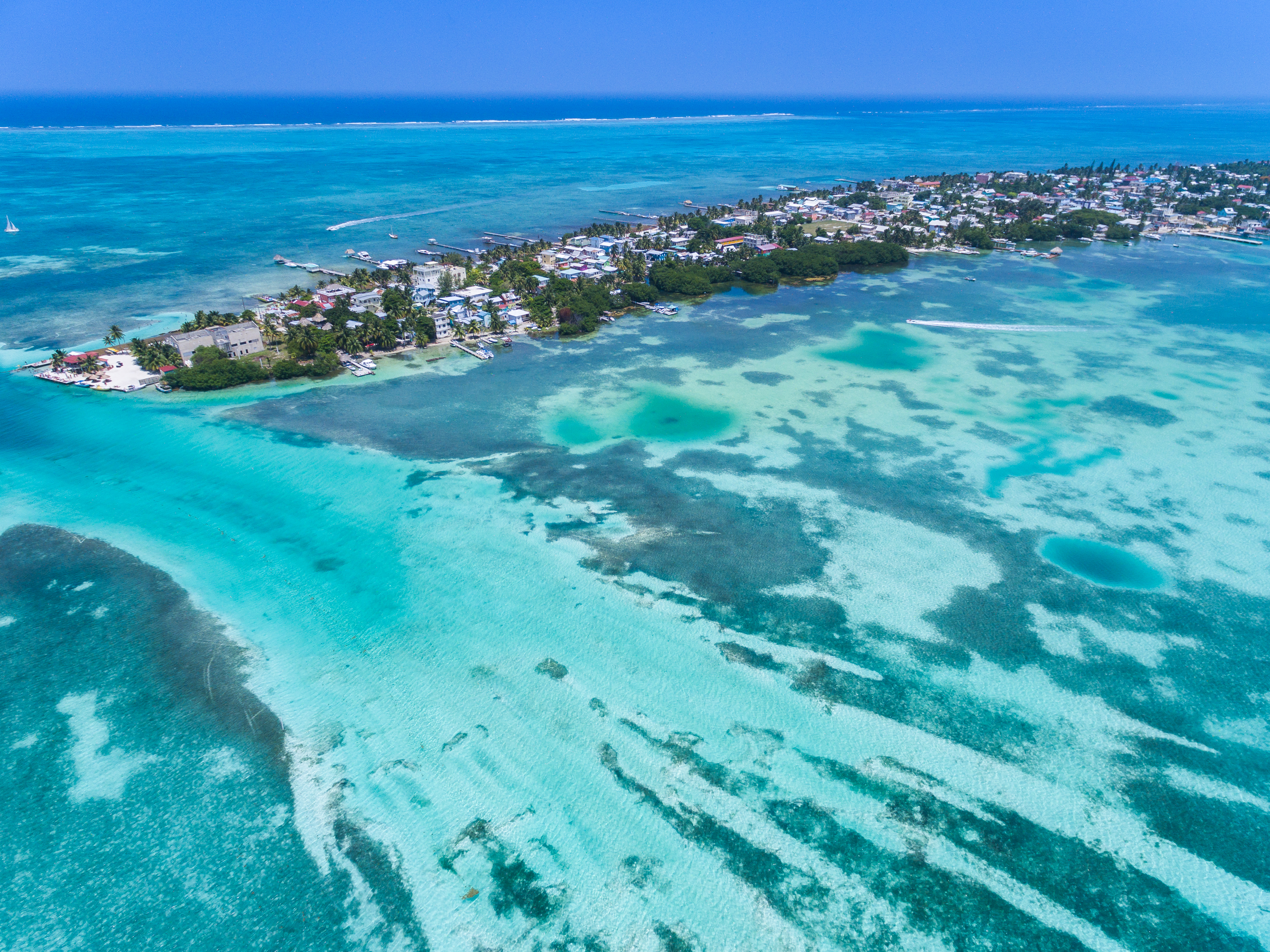
El Sistema Arrecifal Mesoamericano está clasificado En Peligro Crítico (CR).

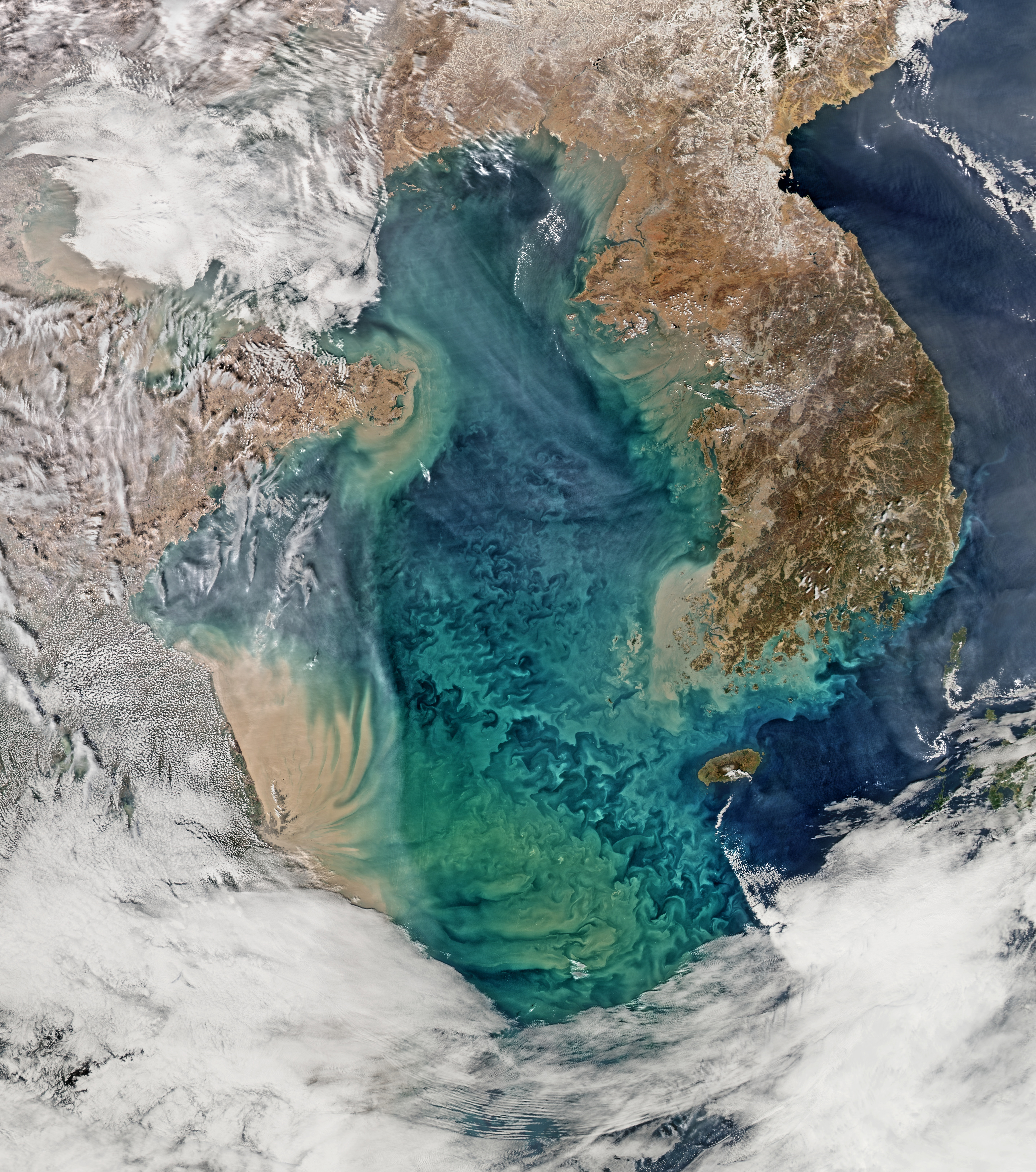
Las Marismas intermareales del Mar Amarillo está considerado En Peligro (EN).

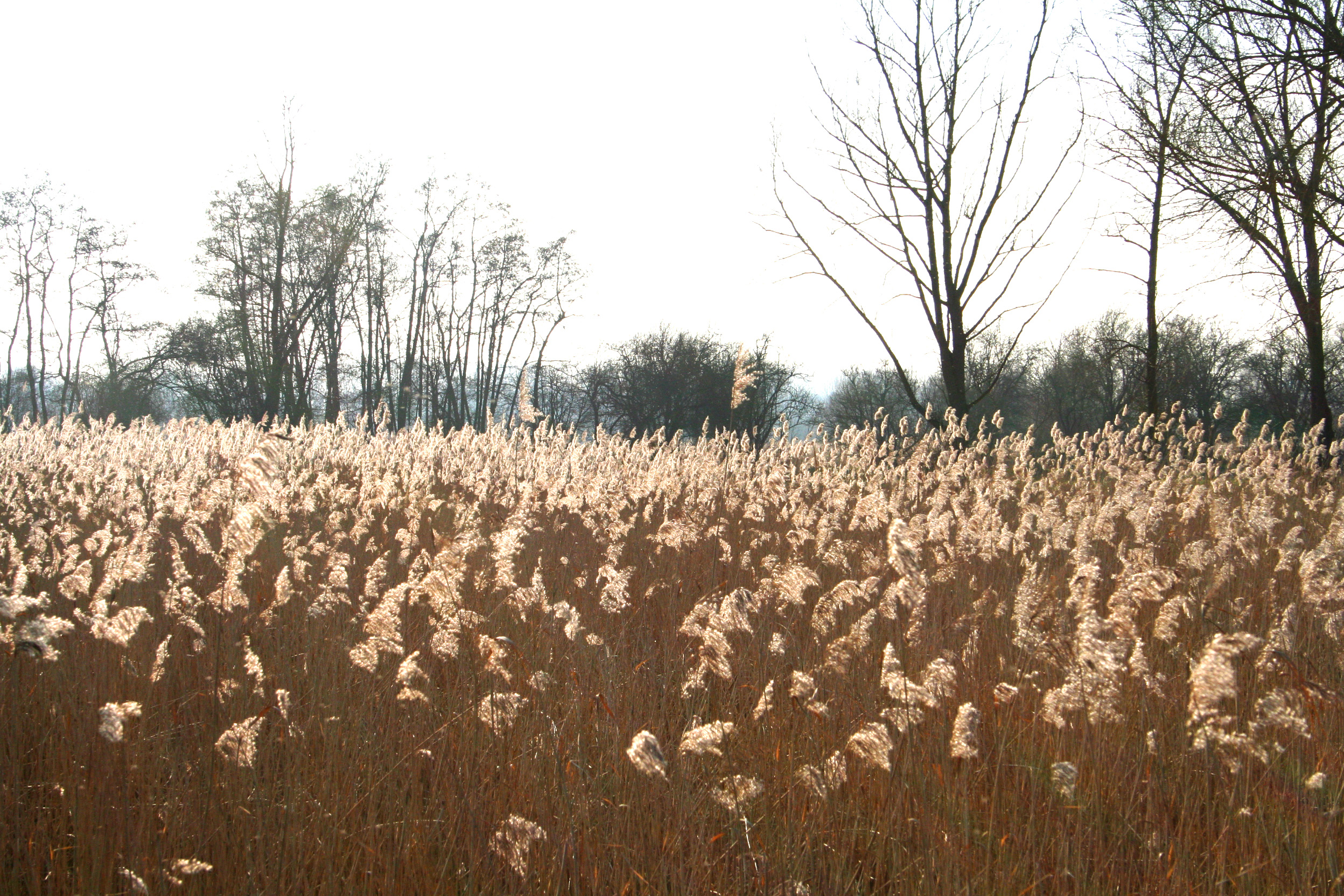
Los Cañaverales europeos están clasificados como Vulnerable (VU).

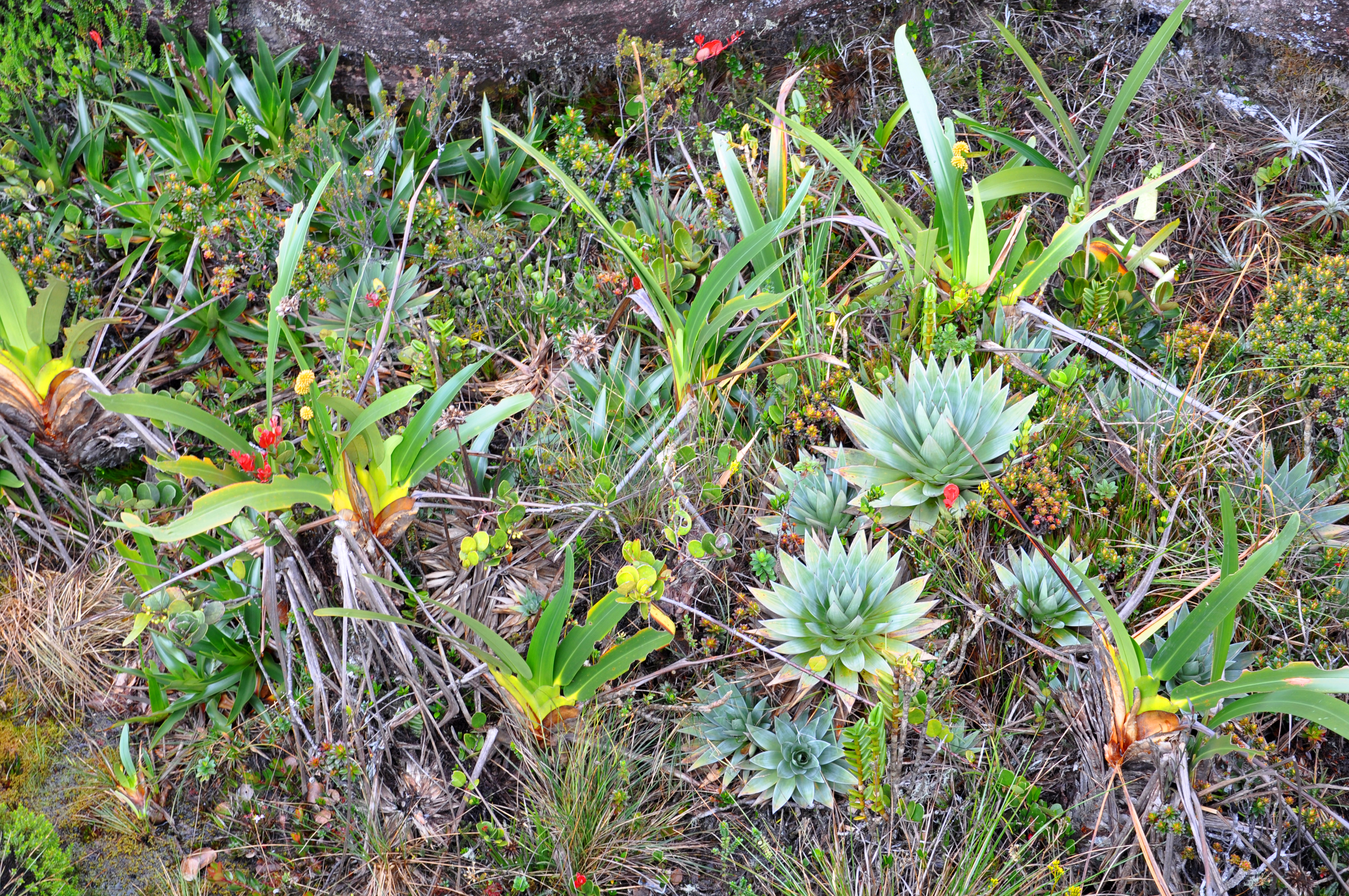
La vegetación del Tepuy está considerada Preocupación Menor (LC)

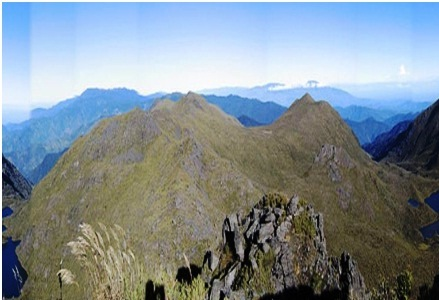
El Páramo Costaricense se califica como Datos Ineficientes (DD) y están pendientes otros estudios para evaluar su riesgo de colapso..

La base de la Lista Roja de Ecosistemas de UICN son las Categorías y Criterios de la Lista Roja Ecosistemas de UICN, un conjunto de ocho categorías y cinco criterios que proporcionan un método consistente para la evaluación del riesgo de colapso de un ecosistema.]]
Diseñados para ser: ampliamente aplicables a través de los ecosistemas tipo y áreas geográficas; transparentes y científicamente rigurosos; y de fácil comprensión por los tomadores de decisiones y el público; las ocho categorías  y los cinco criterios de la Lista Roja de Ecosistemas son:

### Categorías de riesgo
Colapsado (CO)
Un ecosistema está Colapsado cuando es prácticamente seguro que las características bióticas o abióticas que lo definen han desaparecido de todas las ocurrencias, y la biota nativa característica ya no es sostenida. Esta categoría solo se asigna cuando los evaluadores están virtualmente seguros (> 99% de probabilidad) del resultado de la evaluación; de lo contrario, si Colapsado es la categoría más probable, debería aparecer En Peligro Crítico con un límite superior de Colapsado.
El colapso se considera un punto final del deterioro y la degradación del ecosistema y, por lo tanto, es el resultado más extremo del protocolo de evaluación de riesgos. Por este motivo, esta categoría solo debe asignarse cuando la evidencia cumple con un estándar muy alto. A diferencia del proceso análogo de extinción de especies, el colapso es teóricamente reversible. En otros protocolos de evaluación, los términos 'extintos', 'eliminados' o 'desaparecidos' se usan a menudo en lugar de 'colapsados'.
En Peligro Crítico (CR)
Un ecosistema está En Peligro Crítico cuando la mejor evidencia disponible indica que cumple con cualquiera de los criterios desde A hasta E para la condición En Peligro Crítico. Por lo tanto, se considera que tiene un riesgo extremadamente alto de colapso. Formalmente, esto representa un 50% de probabilidad de colapso en un plazo de 50 años en el futuro (según el criterio E). En la práctica, esta categoría está delimitada por umbrales basados en un compromiso entre consideraciones teóricas y prácticas: Para los criterios relacionados con la disminución de la distribución de los ecosistemas (criterio A), la degradación del ambiente abiótico (criterio C) y la interrupción de las interacciones y procesos bióticos. (criterio D) los valores de umbral se establecieron en valores altos para disminuciones actuales y futuras (80%), y un valor más alto para reducciones históricas (90%). Para la evaluación de la distribución restringida (criterio B), los umbrales se establecieron luego de varias pruebas de simulación sobre el efecto de amenazas espacialmente explícitas en ecosistemas con diferentes configuraciones espaciales.
En Peligro (EN)
Un ecosistema está En Peligro cuando la mejor evidencia disponible indica que cumple con cualquiera de los criterios A a E para En peligro. Por lo tanto, se considera que tiene un riesgo muy alto de colapso. Formalmente, esto representa un 20% de probabilidad de colapso en un marco de tiempo de 50 años en el futuro (según el criterio E). Para los criterios relacionados con la disminución en la distribución de los ecosistemas (criterio A), la degradación del ambiente abiótico (criterio C) y la interrupción de las interacciones y procesos bióticos (criterio D), los valores de umbral se establecieron en valores intermedios para las disminuciones actuales y futuras (50%), y un valor más alto para descensos históricos (70%). Para la evaluación de la distribución restringida (criterio B), los umbrales se establecieron luego de varias pruebas de simulación sobre el efecto de amenazas espacialmente explícitas en ecosistemas con diferentes configuraciones espaciales.
Vulnerable (VU)
Un ecosistema es Vulnerable cuando la mejor evidencia disponible indica que cumple con cualquiera de los criterios A a E para Vulnerable. Por lo tanto, se considera que tiene un alto riesgo de colapso. Formalmente, esto representa un 10% de probabilidad de colapso en un marco de tiempo de 100 años en el futuro (según el criterio E). Para los criterios relacionados con la disminución en la distribución de los ecosistemas (criterio A), la degradación del ambiente abiótico (criterio C) y la interrupción de las interacciones y procesos bióticos (criterio D), los valores de umbral se establecieron en valores bajos para las disminuciones actuales y futuras (30%), y un valor intermedio para descensos históricos (50%). Para la evaluación de la distribución restringida (criterio B), los umbrales se han establecido después de varias pruebas de simulación con respecto al efecto de las amenazas espacialmente explícitas en los ecosistemas con diferentes configuraciones espaciales.
Casi Amenazado (NT)
Un ecosistema está Casi Amenazado cuando se ha evaluado de acuerdo con los criterios, pero no califica para En peligro crítico, En peligro o Vulnerable ahora, pero está cerca de calificar o es probable que califique para una categoría amenazada en el futuro cercano.
Preocupación Menor (LC)
Un ecosistema es considerado Preocupación Menor cuando se ha evaluado según los criterios y no cumple los requisitos de En peligro crítico, En peligro, Vulnerable o Casi amenazado. Los ecosistemas ampliamente distribuidos y relativamente no degradados se incluyen en esta categoría. Teóricamente, todos los ecosistemas tienen algún riesgo de colapso, al igual que todas las especies enfrentan algún riesgo de extinción. El término Menos preocupación refleja el hecho de que este riesgo es relativamente bajo. En la práctica, esta categoría está reservada para los ecosistemas que no cumplen ninguno de los criterios cuantitativos (disminución de la distribución, distribución restringida, degradación de las condiciones ambientales o interrupción de los procesos e interacciones bióticas).
Datos Insuficientes (DD) – Un ecosistema se considera como Datos Insuficientes cuando existe información inadecuada para realizar una evaluación directa o indirecta de su riesgo de colapso debido a la disminución de la distribución, la interrupción de la función ecológica o la degradación del entorno físico. La falta de datos no es una categoría de amenaza y no implica ningún nivel de riesgo de colapso. La lista de ecosistemas en esta categoría indica que su situación ha sido revisada, pero que se requiere más información para determinar su estado de riesgo.
No Evaluado (NE)
Un ecosistema se considera No Evaluado cuando aún no se ha evaluado según los criterios. La categoría de 'No evaluado' no indica que un ecosistema no esté en riesgo de colapso, sino que simplemente no se ha estudiado el ecosistema para cuantificar y publicar ningún riesgo.
Los acrónimos de las categorías de riesgo de la LRE (CO, CR, EN, VU, NT, LC, DD, NE) están en inglés y, a diferencia de otros, no cambian a la par del idioma en el que se encuentre redactado el documento donde aparecen.

### Criterios (A-E)
Dos de los criterios para asignar los ecosistemas a una categoría de riesgo evalúan los síntomas espaciales del colapso del ecosistema: disminución de la distribución (A) y distribución restringida (B). Dos criterios evalúan los síntomas funcionales del colapso del ecosistema: degradación ambiental (C) e interrupción de los procesos e interacciones bióticos (D). Múltiples amenazas y síntomas pueden ser integrados en un modelo de dinámica del ecosistema para producir estimados cuantitativos del riesgo de colapso (E).

## Adopción y aplicación
Los criterios y las categorías de la Lista Roja de Ecosistemas de la UICN se han utilizado en diferentes contextos. Hay ejemplos de aplicación local, nacional y continental. Algunos países, como Finlandia, han adoptado estas directrices como un sistema oficial para evaluar el riesgo para los ecosistemas.

## Directrices para la aplicación de las categorías y criterios de la Lista Roja de Ecosistemas de UICN
Las Directrices para la aplicación de las categorías y criterios  de la Lista Roja de Ecosistemas de UICN son documentos ayudan a la correcta aplicación de las Categorías y Criterios de la Lista Roja de Ecosistemas de UICN proporcionando información sobre el desarrollo del protocolo y una descripción detallada de los fundamentos científicos que soportan las categorías y criterios.
Hasta la fecha se han publicado dos versiones:
- Versión 1.0 (2016)
- Versión 1.1 (2017)[11]

## Impacto
La Lista Roja de Ecosistemas es un producto de conocimiento relativamente reciente para informar a las políticas y asesorar a los tomadores de decisiones y profesionales y la inversión general ha sido modesta en comparación con otros productos de conocimiento de conservación de larga data, pero su recepción en audiencias públicas y medios ha sido positiva. Se considera una herramienta potencialmente importante para crear indicadores de progreso de la política internacional, como las Metas de Aichi para la diversidad biológica y los Objetivos de Desarrollo Sostenible, pero todavía carece de implementación y adopción generalizadas.
La lista roja ha sido adoptado por varios gobiernos y ha sido aplicada por diferentes investigadores y organizaciones no gubernamentales para evaluar el estado de conservación de diferentes ecosistemas en países y regiones de todos los continentes. En África la lista roja de ecosistemas ha contribuido a delinear estrategias de conservación basadas en áreas protegidas. El desarrollo de índices que resumen la categoría de riesgo para grupos de ecosistemas en un país o región se ha convertido en una herramienta para informar políticas internaciones. Este índice ha sido adoptados como uno de los indicadores principales para cuantificar el progreso hacia las metas del Marco Mundial Kunming-Montreal de la Diversidad Biológica.

## Críticas y desafíos
El desarrollo de la Lista Roja de Ecosistemas de la UICN consideró el balance entre generalidad, precisión, realismo y simplicidad. Las debilidades conceptuales y operativas del enfoque, las categorías y los criterios de LRE se han discutido y debatido. Una evaluación justa de su efectividad e importancia debe considerar sus logros reales en conservación y manejo de recursos naturales, un equilibrio entre beneficios y limitaciones y su desempeño frente a métodos alternativos.
Algunos argumentos en contra de la amplia adopción del RLE son la falta de medios consistentes para clasificar los ecosistemas para evaluar el estado de conservación, las dificultades técnicas con el concepto de colapso de los ecosistemas y la falta de bases científicas para los criterios y umbrales. La clasificación y representación espacial de los ecosistemas es un gran desafío en sí mismo.
El concepto de colapso del ecosistema sigue siendo un punto importante de debate. A pesar de la fuerte evidencia empírica, anticipar el colapso es un problema complejo. Aunque los estados de colapso del ecosistema a menudo se definen cuantitativamente, pocos estudios describen adecuadamente las transiciones desde el estado inmaculado u original hasta el colapso.
Dada la necesidad real de evaluar el riesgo para los ecosistemas y establecer prioridades de conservación nacionales y regionales, existe una clara ventaja en el uso de un enfoque flexible y estándar que sea comparable entre regiones y países. Esto ahorraría tiempo y recursos utilizados previamente para desarrollar directrices locales, y permitiría a las regiones compartir y comparar experiencias, y evitar las dificultades comunes.